# 我们能党
我们能党（西班牙語：Podemos）是瓜地馬拉一個主張保守自由主義的政黨，創立於1995年4月6日，政治立場屬中間偏右。該政黨目前由豪爾赫·布里茲·阿布拉拉赫擔任黨魁。

## 2003年大選
在2003年11月9日舉行的瓜地馬拉大選中，我们能党是另一政黨大全國聯盟的一部分，大全國聯盟在瓜地馬拉共和國議會選舉中贏得了24.3%的選票和158個國會席位中的47席。大全國聯盟的總統候選人奧斯卡·貝爾赫在同一天的總統選舉中贏得了34.3%的選票。在第二輪他贏得了54.1%選票，當選瓜地馬拉總統。
競選瓜地馬拉市市長失敗的我们能党黨魁豪爾赫·布里茲·阿布拉拉赫，被奧斯卡·貝爾赫總統任命為外交部長，豪爾赫·布里茲·阿布拉拉赫擔任此職務直至其於2006年8月辭職，在他辭職後不久，我们能党正式與大全國聯盟決裂。 

## 2007年大選
我们能党拒絕參加2007年瓜地馬拉大選。

## 2019年大選
在2019年瓜地馬拉大選中，我们能党獲得1.68%的選票和160個國會席位中的1席。 